# 克里斯托夫·杜夫纳
克里斯托夫·杜夫纳（德語：Christof Duffner，1971年12月16日—），德国男子跳台滑雪运动员。他曾代表德国参加1992年、1994年和2002年冬季奥林匹克运动会跳台滑雪比赛，获得一枚金牌。